# Zinkblände

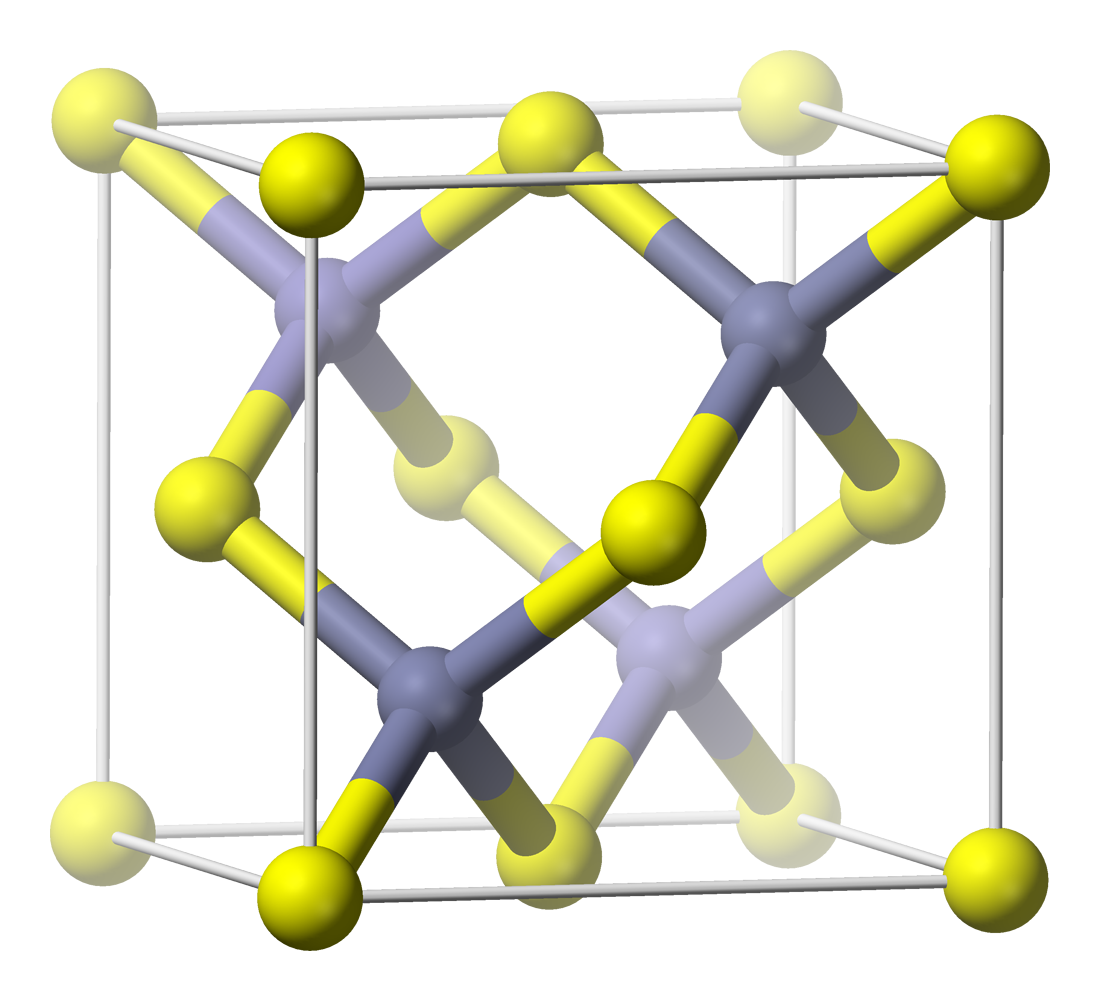
Kristallstruktur av zinkblände

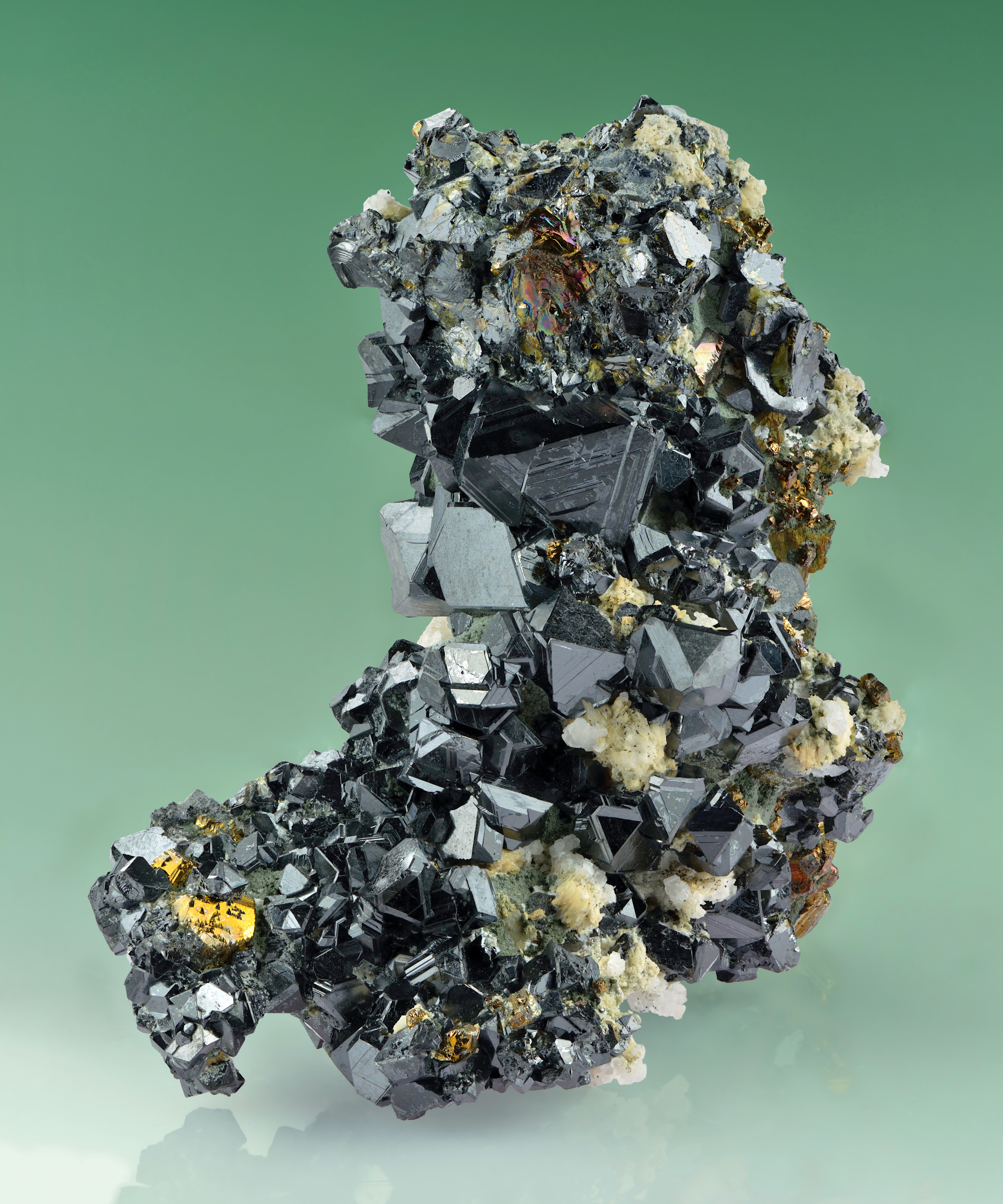
Zinkblände

Zinkblände eller sfalerit  är ett zinksulfidmineral  som kristalliserar med svavelatomerna i ett tätpackat kubiskt mönster där varje zinkatom är tetraedriskt bunden av fyra svavelatomer. Oftast har järnatomer ersatt en del zinkatomer varför sammansättningen anges med den kemiska formeln (Zn,Fe)S. Det är ett viktigt malmmineral för utvinning av zink. Zinkblände kan också innehålla kadmium, gallium, germanium och indium som trots låg halt ändå blir en källa för dessa grundämnen. Zinksulfid finns även som ett annat mindre vanligt mineral – wurtzit – som tillhör det hexagonala kristallsystemet och betecknas β-ZnS medan α-ZnS då står för zinkblände.

## Etymologi och historia
Namnet sfalerit kommer från grekiska σφαλερός sphaleros med betydelsen försåtlig eftersom det inte gick att få fram någon metall ur mineralet trots dess likhet med andra malmmineral (hög densitet och stark glans). Först 1735 uppfattades det som ett zinkmineral.

## Egenskaper
Zinkblände har högt brytningsindex och har därför stark glans. Färgen varierar från färglöst (sällsynt) över honungsgul till svart allt efter järninnehållet. Zinkblände löser sig i väteklorid (saltsyra) under utveckling av illaluktande svavelväte.

## Förekomst
Mineralet förekommer ofta i hydrotermala gångar och i sedimentära och kontaktmetasomatiska lager. Ofta finner man också blyglans och andra sulfidmineral i dess närhet.  
I Sverige är det inte så vanligt med brytvärda mängder av zinkblände men i Zinkgruvan nära Åmmeberg finns Sveriges största kända förekomst av mineralet. Tillsammans med andra sulfidmineral har det underordnat brutits i bland annat i Falu koppargruva, Saxberget, Garpenberg (fortfarande 2016), Renströmsgruvan med flera. Vackra kristaller har hittats vid Kalkungstorp i Södermanland.

## Galleri

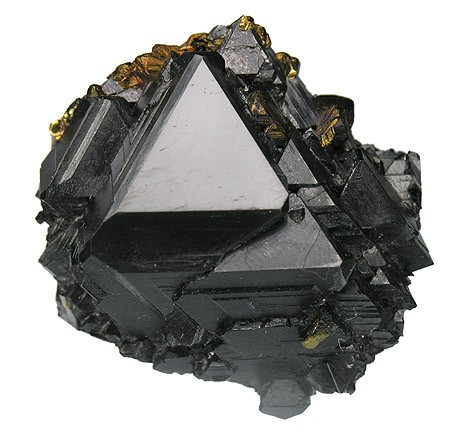
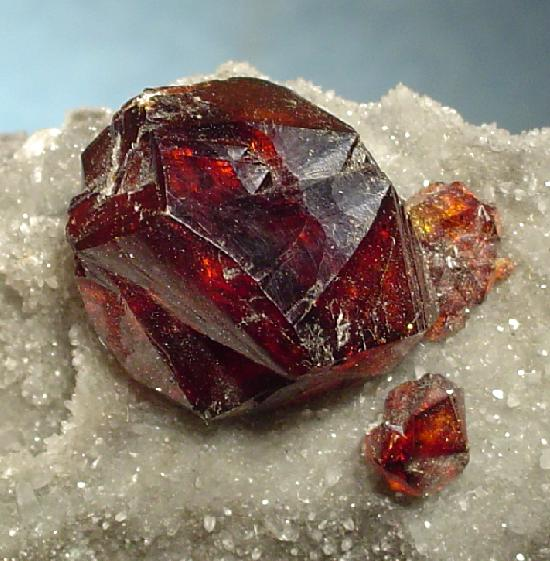
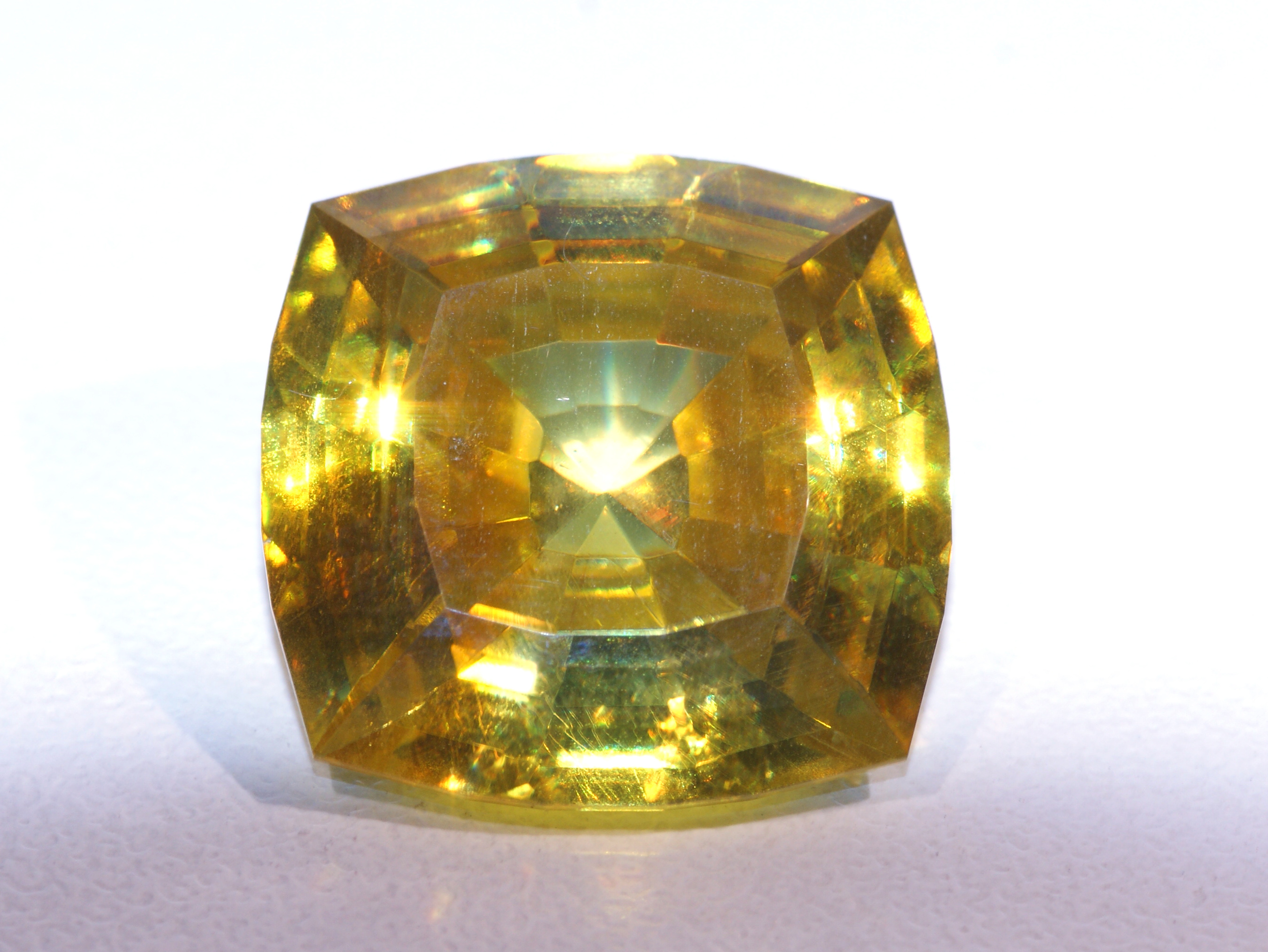
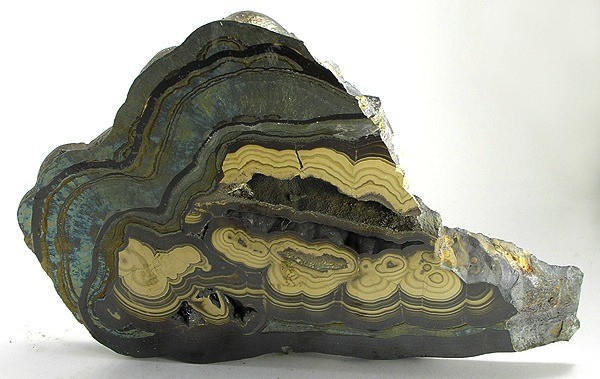